# 魚井フルスイング
魚井 フルスイング（うおい ふるすいんぐ、1985年6月15日 - ）は、日本の男性総合格闘家。兵庫県神戸市出身。和術慧舟會HEARTS所属。

## 来歴
大学時代に運動目的で入門した修斗GYM神戸にて総合格闘技を始め、その後、総合格闘技ゴンズジムへと移籍する。
アマチュア修斗を経て2008年12月28日にプロデビュー。
2012年4月1日、修斗初参戦となった2012年度新人王トーナメントの1回戦で金海裕輝、9月23日の2回戦でDr.takuyaに勝利するが、11月11日の準決勝で福島秀和に判定0-2で敗れる。
2015年3月1日、DEMOLITION 23にて平安孝行に判定0-3で敗れ、これをきっかけに上京を決意して東京・新宿へ転居し、和術慧舟會HEARTSへ移籍。
2015年12月20日、修斗・新宿FACE大会より魚井フルスイングに改名した。
2018年1月28日、修斗・後楽園ホール大会にて祖根寿麻と修斗環太平洋バンタム級王座決定戦で対戦し、0-2の判定負けを喫し王座獲得に失敗した。
2019年6月2日、RIZIN初参戦となるRIZIN.16にてカナ・ハヤットと対戦しTKO勝利を収めた。
2020年1月26日、修斗・後楽園ホール大会にて手塚基伸と対戦。手塚のタックルを受けて左手をマットに着けた際、左腕を脱臼しTKO負け。
2020年11月1日、RISE DEAD OR ALIVE 2020 OSAKAでキャリア初となるキックボクシングルールにて中村寛と対戦し、中村を眼窩底骨折させるもKO負けを喫した。
2022年5月5日、RIZIN LANDMARK vol.3でレスリング全日本選手権3連覇の倉本一真と対戦し、0-3の判定負けを喫した
2022年11月6日、RIZIN LANDMARK 4でヤン・ジヨンと対戦し、2Rに左ストレートでダウンを奪われ、パウンドによるTKO負けを喫した。

## 人物・エピソード
- 魚井フルスイングの名前の由来は、豪快にパンチを振ることから名付けられた[10][11]。
- 試合で勝利した際に野球のバットをフルスイングするパフォーマンスを行う。
- 学生時代はバイトをしながら通信制の高校へ通っていた[12]。

## 戦績

### プロ総合格闘技
| 総合格闘技 戦績 | 総合格闘技 戦績 | 総合格闘技 戦績 | 総合格闘技 戦績 | 総合格闘技 戦績 | 総合格闘技 戦績 | 総合格闘技 戦績 |
| --------------- | --------------- | --------------- | --------------- | --------------- | --------------- | --------------- |
| 45 試合         | (T)KO           | 一本            | 判定            | その他          | 引き分け        | 無効試合        |
| 26 勝           | 12              | 1               | 13              | 0               | 4               | 0               |
| 15 敗           | 2               | 2               | 11              | 0               | 4               | 0               |

| 勝敗 | 対戦相手           | 試合結果                                     | 大会名                                                            | 開催年月日     |
|      | 春日井“寒天”たけし | 試合前                                       | DEEP 127 IMPACT                                                   | 2025年9月15日  |
| ○    | 赤田プレイボイ功輝 | 5分3R終了 判定2-1                            | RIZIN.50                                                          | 2025年3月30日  |
| ×    | 小崎連             | 5分3R終了 判定0-3                            | DEEP 123 IMPACT                                                   | 2024年12月8日  |
| ○    | 梶本保希           | 5分3R終了 判定3-0                            | DEEP TOKYO IMPACT 2024 4th ROUND                                  | 2024年9月8日   |
| ×    | 平松翔             | 2R 0:48 ギロチンチョーク                     | DEEP 118 IMPACT                                                   | 2024年3月9日   |
| ×    | ヤン・ジヨン       | 2R 4:13 TKO（左ストレート→パウンド）         | RIZIN LANDMARK 4                                                  | 2022年11月6日  |
| ×    | 倉本一真           | 5分3R終了 判定0-3                            | RIZIN LANDMARK vol.3                                              | 2022年5月5日   |
| ×    | 伊藤空也           | 5分3R終了 判定0-3                            | RIZIN LANDMARK vol.2                                              | 2022年3月6日   |
| ○    | 獅庵               | 1R 4:52 TKO（左フック→サッカーボールキック） | RIZIN TRIGGER 1st                                                 | 2021年11月28日 |
| ×    | 後藤丈治           | 5分3R終了 判定0-3                            | プロフェッショナル修斗公式戦                                      | 2021年3月20日  |
| ×    | 元谷友貴           | 3R 2:19 ギロチンチョーク                     | RIZIN.23 - CALLING OVER -                                         | 2020年8月10日  |
| ×    | 手塚基伸           | 2R 0:19 TKO（手首の負傷）                    | プロフェッショナル修斗公式戦                                      | 2020年1月26日  |
| ×    | 田丸匠             | 5分3R終了 判定1-2                            | プロフェッショナル修斗公式戦                                      | 2019年9月22日  |
| ○    | カナ・ハヤット     | 3R 4:32 TKO（スタンドパンチ連打）            | RIZIN.16                                                          | 2019年6月2日   |
| ○    | 加藤ケンジ         | 2R 0:16 KO（右フック）                       | プロフェッショナル修斗公式戦                                      | 2019年5月6日   |
| ○    | 藤井伸樹           | 5分3R終了 判定3-0                            | プロフェッショナル修斗公式戦                                      | 2019年1月27日  |
| ○    | 土屋大喜           | 2R 1:30 KO（パンチ）                         | プロフェッショナル修斗公式戦                                      | 2018年9月23日  |
| ×    | 根津優太           | 5分3R終了 判定1-2                            | プロフェッショナル修斗公式戦                                      | 2018年5月13日  |
| ×    | 祖根寿麻           | 5分3R終了 判定0-2                            | プロフェッショナル修斗公式戦 【修斗環太平洋バンタム級王座決定戦】 | 2018年1月28日  |
| △    | 論田愛空隆         | 5分3R終了 判定1-0                            | プロフェッショナル修斗公式戦                                      | 2017年10月15日 |
| ○    | 加藤惇             | 1R 3:42 KO                                   | プロフェッショナル修斗公式戦                                      | 2017年5月12日  |
| ○    | 小蒼卓也           | 1R 0:18 KO                                   | プロフェッショナル修斗公式戦                                      | 2017年3月24日  |
| ○    | Frank Stablein     | 1R 3:34 TKO                                  | SHOOTO KINGS 5 - Critical Mass                                    | 2016年12月10日 |
| ○    | 神田T800周一       | 1R 2:50 KO                                   | TTF CHALLENGE 06                                                  | 2016年9月19日  |
| ○    | 服部賢大           | 1R 3:32 KO                                   | プロフェッショナル修斗公式戦                                      | 2016年7月3日   |
| ○    | 松下祐介           | 5分2R終了 判定2-0                            | プロフェッショナル修斗公式戦                                      | 2016年5月28日  |
| ○    | 玉城優介           | 5分2R終了 判定3-0                            | プロフェッショナル修斗公式戦                                      | 2016年3月27日  |
| ○    | 山田丑伍郎         | 5分2R終了 判定3-0                            | プロフェッショナル修斗公式戦                                      | 2016年2月27日  |
| ×    | 金物屋の秀         | 5分2R終了 判定0-3                            | プロフェッショナル修斗公式戦                                      | 2015年12月20日 |
| ○    | 風間弘太郎         | 5分2R+延長R 4:13 チョークスリーパー          | Fighting Nexus vol.4                                              | 2015年11月15日 |
| ×    | 平安孝行           | 5分3R終了 判定0-3                            | DEMOLITION 23                                                     | 2015年3月1日   |
| ○    | 海鬼袈侍鬼         | 1R 2:50 KO（バスター）                       | DEMOLITION 22                                                     | 2014年11月30日 |
| ○    | 御剣おかぱー       | 2R 4:46 KO（グラウンドパンチ）               | DEMOLITION 21                                                     | 2014年8月17日  |
| ×    | 福島秀和           | 5分2R終了 判定0-2                            | プロフェッショナル修斗公式戦 【2012年度新人王トーナメント準決勝】 | 2012年11月11日 |
| ○    | Dr.takuya          | 5分2R終了 判定3-0                            | プロフェッショナル修斗公式戦 【2012年度新人王トーナメント2回戦】  | 2012年9月23日  |
| ○    | 金海裕輝           | 5分2R終了 判定2-0                            | プロフェッショナル修斗公式戦 【2012年度新人王トーナメント1回戦】  | 2012年4月1日   |
| △    | Dr.takuya          | 5分2R終了 判定1-0                            | RISING ON 9                                                       | 2011年10月9日  |
| ○    | 小野雷也           | 5分2R終了 判定3-0                            | RISING ON 8                                                       | 2011年7月31日  |
| ○    | 祖根寿麻           | 5分3R終了 判定3-0                            | HEAT 18                                                           | 2011年6月5日   |
| ○    | 杉島大輔           | 1R 0:38 KO（左フック）                       | CAGE FORCE 20                                                     | 2010年11月28日 |
| ○    | 永本泰章           | 5分3R終了 判定3-0                            | DEMOLITION WEST 【CAGE FORCE選抜バンタム級トーナメント決勝】      | 2010年6月27日  |
| ○    | 川端和哉           | 5分2R終了 判定3-0                            | DEMOLITION WEST 【CAGE FORCE選抜バンタム級トーナメント準決勝】    | 2010年4月3日   |
| ○    | 森賀陽介           | 5分2R終了 判定2-1                            | DEMOLITION WEST 【CAGE FORCE選抜バンタム級トーナメント1回戦】     | 2009年11月14日 |
| ×    | 上嶋佑紀           | 5分2R終了 判定0-3                            | club DEEP                                                         | 2009年6月7日   |
| △    | 春日井健士         | 4分2R終了 判定1-0                            | CLUB DOG FIGHT 7                                                  | 2009年3月29日  |
| △    | 神龍               | 4分2R終了 判定1-0                            | CLUB DOG FIGHT 6                                                  | 2008年12月28日 |

### プロキックボクシング
| キックボクシング 戦績 | キックボクシング 戦績 | キックボクシング 戦績 | キックボクシング 戦績 | キックボクシング 戦績 | キックボクシング 戦績 | キックボクシング 戦績 |
| --------------------- | --------------------- | --------------------- | --------------------- | --------------------- | --------------------- | --------------------- |
| 2 試合                | (T)KO                 | 判定                  | その他                | 引き分け              | 無効試合              |                       |
| 0 勝                  | 0                     | 0                     | 0                     | 0                     | 0                     |                       |
| 2 敗                  | 1                     | 1                     | 0                     | 0                     | 0                     |                       |

| 勝敗 | 対戦相手 | 試合結果                | 大会名                                         | 開催年月日    |
| ×    | 梅野源治 | 3R終了 判定0-3          | RIZIN.47                                       | 2024年6月9日  |
| ×    | 中村寛   | 1R 2:45 TKO（右フック） | Cygames presents RISE DEAD OR ALIVE 2020 OSAKA | 2020年11月1日 |

### アマチュア総合格闘技
| 勝敗 | 対戦相手 | 試合結果    | 大会名                                                             | 開催年月日     |
| ×    | 堀口恭司 | 1R 0:25 TKO | 第6回東日本アマチュア修斗オープントーナメント 【フェザー級 2回戦】 | 2009年12月20日 |

### グラップリング
| 勝敗 | 対戦相手 | 試合結果                     | 大会名 | 開催年月日    |
| ×    | 村田卓実 | 1R 5:04 クロスヒールホールド | IRE    | 2022年1月10日 |

## 表彰
- 修斗年間表彰2017 M.I.P.（最も印象的な活躍をした選手）1位（2017年）[14]